# Scolioneura betuleti
Scolioneura betuleti är en stekelart som först beskrevs av Johann Christoph Friedrich Klug 1816.  Scolioneura betuleti ingår i släktet Scolioneura, och familjen bladsteklar. Arten är reproducerande i Sverige.